# Круша (Софийска област)
Вижте пояснителната страница за други населени места с името Круша.
 Тази статия е за селото в Софийска област.  За другото българско село с това име вижте Круша (Област Варна).  За други значения вижте Круша (пояснение).
Круша е село в Западна България. То се намира в община Драгоман, Софийска област. Отдалечено е на 15 km западно от Драгоман и на около 2 – 3 km източно от границата с Република Сърбия. Селото се намира в историко-географската област Бурел. По дължината му преминава третокласния път 813, който свързва Драгоман и Трън. Махалите на селото са разпръснати върху хълмове и долини, характерни за планинския облик на тази част от България. Средната надморска височина на селото е около 600 m. Населението на Круша към 15.03.2022 г. е 44 души.

Името на селото води началото си от стара круша, около която първоначално са се заселили българи, впоследствие основали и селото.

## География
Селото се намира край българо-сръбската граница, на около 13 km южно от Калотина, край което се намира граничният контролно-пропускателен пункт Калотина. Круша отстои на около 16 km югозападно от Драгоман, на 30 km западно от Сливница, на 56 km северозападно от Перник и на 55 km западно от столицата София.
Круша е пръсната по протежение на близо 3 km по долината, образувана по поречието на река Новоселска, като започва от махала Смърдан (близо до с. Грълска падина) и свършва при изхода на долината в равнището край река Бурелска. Главната част носи името „село“ и е разположена край левия бряг на реката. Течащата по протежение на Круша река Новоселска след края на селото (в землището на с. Несла) се влива като ляв приток на река Бурелска.
Селото е разположено на надморска височина от около 600 m. Климатът е умереноконтинентален. Лятото е горещо, а зимата хладна. Наблюдават се отрицателни стойности на средната януарска температура от около -2,5 °C и средни юлски температури от около 18,4 °C. Количеството на валежите е малко.
Село Круша е разположено по дължина на асфалтиран път. Най-близките детски градини и училища се намират в общинския център град Драгоман. За здравето на населението се грижат няколко общопрактикуващи лекари с кабинети, разположени в Габер и Драгоман.

## Землище
В землището на селото влизат главно северните склонове на ридовете, които, като продължение на Тарейн камик, ограждат от югоизток долината на река Новоселска, ридовете, които са продължение на връх Лазинье на лявата страна на реката и горната част на дола Шарбаница. Няколко планински върха влизат в землището на селото. Връх Лазинье е с надморска височина от 841 m, връх Рудине 840,5 m, връх Тарен камък е висок 775,4 m, а връх Орна глава (Орня глава) е висок 707,6 m.

## История
За първи път селото се споменава през XVIII век в „Попстефанов поменик от 1774 – 1812 г.“.
Според легендата старото селище на Круша се е намирало между местностите Лешье и Стара гумна. То било нападнато и опожарено от брезнишкия аян Кара Фейзи. Поради страх от ново нападение, населението се преместило по склоновете на планината, от двете страни на пътя и там създали нови махали – Смардан, Грънчарева и Лъжова. Това обаче затруднявало турците при събирането на данъците и затова те принудили селяните да се заселят отново в ниските места, близо до пътя. Не всички обаче се съобразили с изискванията и в резултат на това възникнали конфронтации и конфликти между жители на селото и турците. След Освобождението селяните безпрепятствено населили къщите и махалите, които преди това не трябвало да поселяват.
Понастоящем селото се състои от няколко махали. Старо село е махалата, от която води началото си селището и където е била старата круша, на чието име е именувано самото село. Махала Смърдан е пръсната по широк стръмен дол, спускащ се от седловината между връх Лазинье и връх Поляна. Махала Доброглед е пръсната по югоизточния склон на връх Поляна. Лъжова махала заема гърбището на Лъжовия рид, който се спуска от местността Косматица в южна посока между гробищен дол и дола Навой. Грънчарева махала лежи в плитък дол под Орна глава (Орня глава). Андреева махала е разположена на южния склон на Орня глава, в местността Брест. Други махали са: Девъц, Калеина, Антина и Киркова махала.

## Население
При последното национално преброяване от 2011 г., населението на Круша е 57 жители.
| 1880       | 259 |
| 1892       | 300 |
| 1900       | 355 |
| 1910       | 413 |
| 1929       | 474 |
| 1934       | 471 |
| 1946       | 396 |
| 1956       | 374 |
| 1965       | 293 |
| 1975       | 196 |
| 1985       | 142 |
| 1992       | 104 |
| 2001       | 74  |
| 2011       | 57  |
| Източници: |     |

В България за организирано събиране на данни за населението може да се говори след Освобождението от 1878 г. Първото преброяване на населението в Княжество България е проведено през 1880 г. До края на XIX век са извършени още две преброявания – 1887 и 1892 г. Към 31 декември 1900 г. се провежда преброяване на населението с програма, която е значително по-усъвършенствана в сравнение с предходните, като заедно с това е съобразена с решенията на Международния статистически институт. Преброяването обхваща населението, жилищните и нежилищните сгради и домашните животни. Може да се приеме, че преброяването от 1900 г. се използва като своеобразен модел за всички следващи преброявания до това от 1946 г.
По данни от първото преброяване на населението, през 1880 г. в с. Круша живеят 259 жители.
Основните фамилии, които се смятат за кореняци крушляни, са: Пауновата фамилия (която впоследствие се разделила на Михалкови, Киркови и Витанови), Спасови, Аначкови, Колинци, Джунини, Милошеви, Митрови, Грънчарци, Андреинци, Поповци, Дилберови, Шумкини, Табаци, Антинци, Соколовци, Димини, Углярци, Богоинци.

### История на Пауновата фамилия
По време на османското владичество (в оригиналния текст на брошурата на П. Димитров този период е посочен с истинското му нецензурирано име) в Трънския, Брезнишкия и Бурелския край са върлували черкези начело с водача си Кара Феиз, който е имал за седалище Брезник и Трън. Тези черкези са живели от обири, тъй като са били независими от централната турска власт. Организацията на черкезите на Кара Феиз налага на бае Божил да внесе 100 жълтици. Тъй като къщата му е била каменна и с малки отвори по нея за отбрана, а и самият той бил юначага, не се подчинил на тази заповед.
Един ден той отива да коси трева в местността Овнарник заедно с малкия си син Паун. След като вързал предните крака на коня си (спънал го) забелязал, че от към Дренье слизат трима въоръжени лица. Забелязвайки ги, бае Божил казал на детето си да се скрие в гората. Черкезите убили бае Божил. Паун впоследствие има трима сина, които след това създават три големи фамилии в Круша – Михалкова, Киркова и Витанова.

## Културни и природни забележителности

### Народно Читалище „Искра 1928“ с. Круша
Идеята за създаване на читалище е на интелигенцията в селото, представлявана от старите учители Захари Шумков, Никола Шумков, Ружка Йосифова и Георги П. Мануилов. През учебната 1927/1928 г. в селото за учител идва Тодор Иванов Тодоров, който е посветен на читалищното дело, тъй като това е една от най-действените форми за културното и обществено издигане на съзнанието на хората. Самият той е бил член на читалище „Искра-1860“ в гр. Казанлък (едно от първите читалища в България, основано през 1860 г.). Тодор Иванов поема инициативата за изграждане на читалище и в началото на 1928 г. (според преданието това е станало на Ивановден) то става факт, а първи председател става „старият учител“ Георги П. Мануилов, авторитетен в селото и района. Членове на първото читалищно ръководство са: Александър Котев (първият библиотекар), Васил Наков Витанов (първият касиер), Мано Андреев (пенсионер), а секретар на читалището е учителят Тодор Иванов. На първото читалищно събрание се решава читалището да се нарича „Искра“, на името на казанлъшкото читалище, което тогава се радва на голяма популярност в страната. Приети са около 30 души членове, от които около 20 младежи. Едни от първите членове са: Захари Гигов, Захари Шумков, Атанас Димитров, Никола Шумков и младежите тогава: Марин Арсов, Добри Грозданов, Петър Тасков, Виктор Йосифов, Младен Мартинов, Костадин Шумков, Камен Гигов, Костадин Ацев, Георги Т. Донков, Костадин Арсов, Владо Наков, Евлоги Котев и др. За ден на читалището се определя 22 май (летен Св. Никола), като този ден се отбелязва с организиране на събор в селото, с музика осигурявана от читалището, с ежегоден доклад за читалищната дейност.
Народно читалище „Искра 1928“ с. Круша е едно от най-старите в бившата Годечка околия след читалищата изградени в Годеч и Вишан. Под ръководството на учителя Тодор Иванов се създава и утвърждава читалищната библиотека, която бързо нараства и от няколко книги в самото начало към 1930 г. в библиотечния фонд има повече от 100 тома. Сред тях са много от произведенията на българските класици Христо Ботев, Иван Вазов, Петко Рачов Славейков, Пенчо Славейков, Йордан Йовков, Пейо Яворов, Димчо Дебелянов. Четат се произведенията на руските класици: Лев Толстой, Михаил Лермонтов, Александър Пушкин. Четат се: Майн Рид, Джеймс Фенимор Купър.
Първата вечеринка от името на читалището е организирана през 1929 г. По сведение на съвременници е играна пиесата „Байрактар Кольо Войвода“ от Христо Ранчев. Като актьори участват учениците от гимназията Петър Димитров, Радой Йорданов и младежите Костадин Шумков, Цено Янков, Димитър Георгиев и самият учител Тодор Иванов. Вечеринката, както и следващите са организирани обикновено в кръчмата на Коста Тасков, тъй като тя е била най-широкото помещение в селото, където е имало и обособена стаичка за подготовка на актьорите. Понякога вечеринките са организирани в домовете на Захари Шумков, на Васил Алексиев, на братята Симо и Янаки Георгиеви, на Атанас Димитров и в училището. Сцената на вечеринките се е правила от повозници и канати от волски коли, завеси са били шарени черги, като са били избирани най-добре изтъканите от най-спретнатите стопанки в селото. Столовете обикновено са се носели от посетителите на самото представление. В началото не е имало кандидатки за изпълнение на женските роли и затова те са били играни от младежи. Към 1930 г. на читалищната сцена се качват и първите девойки актриси: Тодорка Атанасова, Зора Витанова, Верка Котева, а по-късно и най-младата артистка Борика Димитрова.
След 1936 г. се създава младежки хор, с който обикновено са се откривали вечеринките или са изпълнявани други просветни мероприятия..

## Народно творчество
В селото са се пеели множество народни песни за всякакви поводи. В с. Круша е записана песента „Елха се вие-превива“, която е намерила място в изданието „Българско народно творчество в дванадесет тома“ Том V, Обредни песни. Съставители: М. Арнаудов, Хр. Вакарелски. Под редакцията на Тодор Моллов. Варна: LiterNet, 2004.

Елха се вие-превива

Елха се вие-превива,

мома се с рода прощава:

- Прощавай, родо големо,

простете, мамо и тате,

азе си, мамо, отивам

на яужди врата момкови,

момкова майка да слушам!

Дали ще найден, сирота,

там тая милост майчина

и тия думи медени!

Песента е записана в с. Круша, Годечко; сватбена (Стоин-ЗП, с. 146).

## Редовни събития
Празникът на селото е на 24 май – денят на славянската писменост и култура. До 1952 г. празникът на село Круша се е чествал на 22 май, когато е денят на летния Свети Николай (Летен Никулден) по Юлианския календар. През 1952 г. е открит новият дом на читалище „Искра“ и оттогава насетне крушляни празнуват на този ден. Празненствата са били пищни и са събирали на няколко мегдана селяните, които са отбелязвали с хора и веселба денят на Свети Николай, а впоследствие и празникът на Солунските братя Кирил и Методий.

## Религия
Религия на жителите на село Круша е източноправославното християнство. Селото няма църква, а жителите му са се черкували в разположените в съседните села храмове, като църквата към Неделишки манастир „Св. Атанасии Александрийски“.

## Оброци
Тясно свързани с живота и вярата на жителите на селото са оброците. Такива в Круша има седем:

1. Оброк на „Св. Георги“ (Гергьовски кръст) – намира се на 200 м от центъра на селото в местността Старо село. Празнува се на 6 май.

2. Оброк на „Св. Петър“ (Петров кръст) – намира се на 1 км северно от центъра на селото и на около 100 м западно от Грънчарева махала, в местността Трите дуба. Мястото последно се е поддържало от Герасим Арсов Величков и сина му Петър Герасимов Арсов. Празнува се на 29 юни.

3. Оброк на „Св. Богородица“ (Голяма) – намира се на 300 м от центъра на селото и на 30 м от местността Лъжовье. В миналото мястото се е поддържало от фамилиите на Лъжова махала, като Паунови (Михалкови) и други. Празнува се на 15 август.

4. Оброк на „Св. Никола“ (Летни) – намира се на 50 м от центъра на селото. Преди това е бил в местността Косматица. Кръстът е с трапецовидни рамене, горното е заоблено. На всяко има по два букела. Върху лицето има малък врязан кръст. Върху горното рамо е изписано: СВЕТИ, а в края на двете странични рамене: НИКО ЛА. Върху долното рамо на кръста е изписана годината 1889. Празнува се на 9 май.

5. Оброк на „Св. Дух“ – намира се на 150 м от центъра на селото, в махала Антинци. Мястото последно се е поддържало от Митко Ташков. Празнува се на петдесетия ден след Възкресението (след Великден).

6. Оброк на „Св. Илия“ (Илинден) – намира се на 250 м от центъра на селото, в махала Антинци, местността Долна ливада. Мястото последно се е поддържало от фамилиите Петрови и Станкови. Празнува се на 20 юли.

7. Оброк на „Св. Димитър“ – мястото се намира на 500 м от центъра на селото в местността Смърдан. Мястото последно се е поддържало от фамилиите: Андонови, Даринкини и Васа Алексин. Празнува се на 26 октомври.

## Други
Село Круша е разположено в западните покрайнини, в непосредствена близост до българо-сръбската граница. Съседни села са: Долна Невля, Несла, Неделище, Дреатин и Грълска падина.

## Личности
- Петър Димитров – учител, съставител на брошура за история на селото подготвена и напечатена в средата на 80-те години на ХХ век.

Списък на родените в с. Круша българи, загинали по време на Балканските войни (1912 – 1913 г.):
- Гено Аначков, роден 1889 г. – загинал на 13 април 1913 г. в гр. Одрин.[12]
- Йосиф Димитров – загинал на 21 юни 1913 г. в с. Богородица.[13]
- Ставри Николов Шумков – загинал на 20 юни 1913 г. в с. Негован.[14]
- Стефан Димитров Спасов – загинал на 21 юни 1913 г. в с. Лахна.[15]

Списък на родените в с. Круша българи, загинали по време на Първата световна война (1914 – 1918 г.):
- Дока Тасков Величков – загинал на 3 януари 1918 г. в Цариброд. /ДВИА, ф. 39, оп. 1, а.е. 416, л. 19./ [16]
- Захари Андонов Соколов – починал на 5 февруари 1916 г. във 2/2-ри дивизионен лазарет и с. Дедели, след като е ранен от аеропланна бомба. /ДВИА, ф. 39, оп. 1, а.е. 292, л. 29./ [17]
- Захария Ст. Андреев – загинал на 16 февруари 1916 г. в с. Богданци. /ДВИА, ф. 39, оп. 3, а.е. 12, л. 19./ [18]
- Иван Стефанов Стоянов – загинал на 1 октомври 1915 г. на връх Джурджова глава. /ДВИА, ф. 39, оп. 1, а.е. 290, л. 32./ [19]
- Йосиф Найденов Пенев – загинал на 22 септември 1916 г. в 6/1-ва полска болница с. Паракьой от рани. /ДВИА, ф. 39, оп. 1, а.е. 290, л. 77./ [20]
- Йосиф Пейчев Соколов – загинал на 19 октомври 1915 г. в с. Врагудинци. /ДВИА, ф. 39, оп. 1, а.е. 290, л. 33./ [21]
- Коста Димитров Иванов – загинал на 19 септември 1916 г. в с. Енидже. /ДВИА, ф. 39, оп. 1, а.е. 290, л. 39./ [22]
- Мартин Димитров Спасов – починал на 5 февруари 1917 г. в болница в гр. Браила, от жълтеница. /ДВИА, ф. 39, оп. 1, а.е. 386, л. 44./ [23]
- Младен Гигов Аначков – загинал на 29 ноември 1916 г. на връх Ер. /ДВИА, ф. 39, оп. 1, а.е. 447, л. 17./ [24]
- Мода Милошов Соколов, роден 1877 г. – ранен на 16 септември 1916 г. в с. Енидже и починал същия ден в превързочен пункт в с. Адам клисе. /ДВИА, ф. 39, оп. 1, а.е. 194, л. 36./ [25]
- Славко Соколов Андреев, старши подофицер – загинал на 11 октомври 1915 г. в с. Пресека. /ДВИА, ф. 39, оп. 1, а.е. 211, л. 123; а.е. 307, л. 68./ [26]
- Ставри Михалков Паунов /представител на Пауновата фамилия/ – загинал на 10 юни 1917 г. на позиция Маргара край Битоля. /ДВИА, ф. 39, оп. 1, а.е. 325, л. 18; а.е. 454, л. 4./ [27]